# 安德烈亚斯·舍恩贝希勒尔
安德烈亚斯·舍恩贝希勒尔（德語：Andreas Schönbächler，1966年4月24日—），瑞士男子自由式滑雪运动员。他曾代表瑞士参加1994年冬季奥林匹克运动会自由式滑雪比赛，获得男子空中技巧金牌。